# La ragazza della Svevia
La ragazza della Svevia (Das Schwabenmädel) è un film muto del 1919 diretto da Ernst Lubitsch.

## Distribuzione
Uscì nelle sale cinematografiche tedesche il 21 febbraio 1919.